# Llanes (Gerichtsbezirk)
Der Gerichtsbezirk Llanes ist einer der 18 Gerichtsbezirke in der autonomen Gemeinschaft Asturien.
Der Bezirk umfasst 5 Gemeinden auf einer Fläche von 713,58 km² mit dem Hauptquartier in Llanes.

## Gemeinden
| Gemeinde              | Einwohner (2024) | Fläche km² | Dichte Einw./km² | Cod INE | Postleitzahl |
| --------------------- | ---------------- | ---------- | ---------------- | ------- | ------------ |
| Cabrales              | 1.908            | 238,29     | 8                | 33008   | 33556        |
| Llanes                | 13.549           | 263,59     | 51               | 33036   | 33500        |
| Peñamellera Alta      | 518              | 92,19      | 6                | 33046   | 33578        |
| Peñamellera Baja      | 1.188            | 83,85      | 14               | 33047   | 33570        |
| Ribadedeva            | 1.693            | 35,66      | 47               | 33055   | 33590        |
| Gerichtsbezirk Llanes | 18.856           | 713,58     | 26               | –       | –            |